# Дом Аверьино
Дом Аверьино — особняк середины XIX века в историческом центре Таганрога, расположенный по адресу ул. Греческая, 50. В составе исторической застройки Греческой улицы дом Аверьино входит в перечень объектов культурного наследия регионального значения.

## История
Участок земли на углу переулка Коммерческого (ныне — Украинского) и улицы Греческой в начале XIX века целиком принадлежал семье коммерсантов Аверьино. На территории находилось несколько строений. Самой старой постройкой является двухэтажный дом с балюстрадой постройки 1818 года (Украинский, 7). Впоследствии домовладение было распродано по частям, и этот особняк перешёл к семье Муссури. Двухэтажный угловой дом (Греческая, 50/11) был построен в первой половине XIX века. В 1855 году он серьёзно пострадал в результате артиллерийского огня по городу англо-французской эскадры. В результате хозяевам здания пришлось его перестраивать. Домовладение принадлежало купцу А. Н. Аверьино, а с 1890 года после смерти главы семейства — его жене Софье Аверьино. В 1896 году домовладение перешло А. Г. Риделю и его наследникам. В 1915 году особняк приобрёл владелец пароходства Ф. К. Звороно.
В 1919 году в здании находилась ставка Верховного Главнокомандующего Белой армии Юга России генерал-лейтенанта А. И. Деникина. 23 октября в доме Аверьино был организован приём важных военных чинов русской армии, а также представителей военных миссий союзников (Великобритании, Чехословакии, Польши). С установлением советской власти здание было национализировано. В 1920-е в особняке работал городской отдел народного образования, размещалась семилетняя школа для детей немецких интервентов, затем детский дом № 8. С 1944 по 1948 год второй этаж здания занимал Дом пионеров и школьников, а на первом этаже работала детская музыкальная школа № 1 им. П. И. Чайковского. Она занимала это здание до 2000 года.

## Описание
Архитектура дома Аверьино сочетает в себе элементы, присущие классицизму и барокко. Довольно строгий фасад украшен рустовкой. Сандрики прямоугольных окон чередуются лучковой и треугольной форм. Карниз с мутулами по всему периметру венчает наличник. Со стороны двора имеется балкон с ажурными металлическими ограждениями, поддерживаемый четырьмя колоннами.